# Ризниченко, Владимир Васильевич
Владимир Васильевич Ризниченко (укр. Володимир Васильович Різниченко ; Резниченко[уточнить]; 1870—1932) — украинский и советский учёный в области четвертичной геологии, геоморфологии, тектоники, гляциологии, географии, один из первых руководителей Украинского отделения Геологического комитета, директор Института геологических наук (1930—1932), художник-карикатурист, поэт и переводчик, член Научного общества имени Т. Г. Шевченко в Львове, академик Всеукраинской академии наук (с 1929 года).

## Биография
Родился 18 октября 1870 года в хуторе Валентиев (теперь село Нежинского района Черниговской области). После окончания начальной школы учился в Нежинской гимназии.
В 1891 году поступил на естественный отдел физико-математического факультета Харьковского университета. Здесь он примкнул к революционному движению и стал членом «Союзного совета объединённых нелегальных студенческих организаций Харькова».
В 1896 году окончил университет, получив свободный диплом. Некоторое время жил в Москве.
В 1901—1902 годах работал статистом и заведующим статистического отдела Херсонской уездной земской управы.
До 1916 года вёл геологические исследования в Средней Азии и Казахстане, в частности в горных массивах Тарбагатая, Тянь-Шаня, Южного Алтая, составил первую геологическую и тектоническую карту Южного Алтая, открыл ряд новых ледников. Результаты научных исследований Владимира Васильевича получили высокую оценку исследователей азиатской части Российской империи В. А. Обручева и И. В. Мушкетова. Русское Географическое общество почтило научный подвиг учёного почётной наградой — золотой медалью им. Н. М. Пржевальского.
В 1916—1917 годах занимался изучением геологии, тектоники и гидрогеологии Волыни.
После В. И. Лучицкого и Б. Л. Личкова он с 1927 по 1928 год возглавлял Украинское отделение Геолкома, был одним из первых организаторов проведения на Украине геологической съёмки.
С 1928 года принимал участие в работе Комиссии по изучению четвертичного периода АН СССР.
В 1929 году избран в академики АН УССР и Научное общество имени Тараса Шевченко (НТШ).
В 1930 году возглавил научно-исследовательский Геологический институт АН УССР.
Изучал стратиграфию и тектонику Среднего Приднепровья, особенно Каневских гор.
В 1931 году организовал и возглавил первую комплексную экспедицию в район Днепростроя.
Жил в Киеве по улице Золотоворотской, 4.
Умер 1 апреля 1932 года. Похоронен в Киеве на Лукьяновском кладбище (участок № 13-2, ряд 14, место 13).

## Научные труды
Опубликовал более 70 научных трудов, посвящённых преимущественно геологическом строении и тектонике Украины и Средней Азии, среди них:
- Ризниченко В. В. Природа Каневских дислокаций // Вестник Укр. Отдела Геол. Комитета, выпуск 4, 1924;
- Ризниченко В. В. К вопросу о времени и условиях образования рус. лёсса // Труды Укр. Н.-И. Геол. Института, т. 3. 1929;
- Ризниченко В. В. О четвертичных движениях земной коры в районе среднего Днепра // Записки Физико-матем. Отдела ВУАН, 1931.

## Творчество
Известен также как поэт и художник-карикатурист (псевдоним Велентий — девичья фамилия матери). Поэзии и печатал этюды в Литературно-научном вестнике. В 1901 году появляются его первые стихи: «Звезда на земле», «На чужбине далёкой», публикации в сборнике-альманахе «Первая ласточка» (1905), «Развлечения» (1905,
1908), «Терновый венок» (1908), «На вечную память Тарасу Шевченко» (1910), карикатуры в журнале «Шершень» (1906) и газете «Совет» (1909—1912). С 1913 года не печатался.

## Природоохранная деятельность
Является инициатором создания Каневского заповедника.
27 июля 1923 года он подал докладную записку в секцию охраны природы Сельскохозяйственного научного комитета Украины, в которой обосновал необходимость создания заповедника на береговых кручах Днепра площадью около 10 кв. вёрст. 30 июля 1923 г. коллегия наркомата земледелия УСР, рассмотрев записку В. В. Ризниченко, приступила к созданию Каневского заповедника. Принимал также участие и учёный в исследовательской работе заповедника Аскания-Нова.

## Семья
- Сын — Юрий (1911-1981) — геолог.